# Tápiószecső
Tápiószecső nagyközség Pest vármegyében, a Nagykátai járásban található.

## Fekvése
Az Alföld északi részén helyezkedik el, közel a Gödöllői-dombsághoz, a Tápió-Galga-Zagyva vidéken, kistérség szerint a Tápió-vidéken, Budapesttől 27 km-re keletre.
A közvetlenül határos települések: észak felől Kóka, északkelet felől Tóalmás, kelet felől Szentmártonkáta, délkelet felől Tápióság, délnyugat felől Úri, nyugat felől pedig Sülysáp.

### Megközelítése
Központján áthalad nyugat-keleti irányban a 31-es főút, így ez a legfontosabb közúti elérési útvonala. Tápiósággal a 3114-es út, Tóalmással a 31 106-os, Kókával pedig a 31 103-as számú mellékút köti össze.
A hazai vasútvonalak közül a Budapest–Újszász–Szolnok-vasútvonal érinti; Tápiószecső vasútállomás a belterület déli széle közelében helyezkedik el, közúti elérését a tápiósági országútból kiágazó 31 315-ös számú mellékút biztosítja. A település a Z60-as számú zónázó elővárosi vonatokkal, valamint menetrend szerint közlekedő autóbusszal is megközelíthető. 

### Éghajlata
Tápiószecső éghajlata mérsékelten meleg és száraz. A napsütéses órák száma 2000 óra alatt. Középhőmérséklete 10 °C. Csapadék közel 600 mm. Uralkodó szélirány északnyugati.

## Története
Tápiószecső nagyközség a honfoglalás óta fennálló település. Ősi birtok, amely a Kartal nemzetségé volt. Réz- és bronzeszközök maradtak fenn, amelyek azt bizonyítják, hogy laktak már emberek a honfoglalás előtti időkben is Tápiószecső területén.
IV. Béla uralkodásának idejéből maradt fenn az első okleveles említés 1264-ből, miszerint bűneik miatt elvették Uza fiaitól a települést, majd azt eladományozta a margitszigeti apácáknak. 1271-ben a falu egy Péter nevű birtokoshoz került, aki végrendeletében az apácákra hagyta, így visszakerült a falu a margitszigetiekhez. Az 1200-as évek végén Uza unokája, Bertalan, érvénytelenítette az oklevelet az apácák kérésére. Így visszakerült a Kartal nemzetséghez a település. 1300-as évek folyamán Chyko nevű család birtokolta Szecsőt.
Chyko család a Pető családdal többször is pereskedett a faluért, utolsó alkalommal 1399-ben. Később a Chyko család eladta Perényi Péter fiainak. Ezzel Kartal nemzetség nem birtokolta tovább a falut. Ezután Lábatlani Gergelyhez került, majd Bátori István 16 000 forintért megvette tőle a falut. 1427-ben a faluban országos vásár volt, majd 1472-ben egy oklevél oppidiumnak nevezi, vagyis mezővárosnak.
A török megszállása alatt Tápiószecsőt nem érte jelentősebb pusztulás, mint ahogy az egész régiót sem. 1546-ban a Tápió folyó felső folyásánál lévő településeken nagyon sok káposzta termett, így Szecsőn is. Valamint a juhok száma csekély volt. 1559-ben khász birtok lett. Jövedelme ekkor 9324 akcse. Szecső ekkori neve Szekcsuj volt, birtokosa Szülejmán tezkere emin ziamet.
Az 1600-as évek elején a település lakhatatlanná vált a háborús pusztítások következtében. A plébánia egy adat szerint fennállt. 1698-ban kezdték meg az anyakönyvi bejegyzéseket. 1600 végén már két malom működött a faluban, így újjáéledt a falu. Ekkoriban már hetente volt piac, és működött már egy mészárszék is.
A Rákóczi-szabadságharcban 28 fő részt vett. 1754-ben Grassalkovich Antal és Esterházy Pál birtoka volt a falu.
A római katolikus templom a 17. század óta maradt fenn. 1741-ben átalakították. 60 évvel később újraöntötték a harangot, majd oltárképet festették, 15 év múlva a tetőszerkezet javították meg. 1877-ben pedig az egész templom felújításra került.
1865-ben Bárdy István jegyző szerint a falu a kecskeméti térségben helyezkedik el, a Szentkirályi erdőhöz közel. Ez az erdő elvileg menedéket nyújtott a tatárjárás idejében.
1880 körül építették meg a Budapest – Nagykáta – Szolnok vasútvonalat, ez hatalmas változásokat hozott a falu életében. Ezáltal új munkalehetőségek adódtak a tápiószecsői lakosok számára.
1800-as évek végén a legnagyobb birtokos Hevesy Lajosné Scholzberger Jenni volt. Ekkor több tanyaközpont épült meg, továbbá a Magdolna-telep is. Itt épült a Hevesy-kastély.
1895 és 1935 között a művelési ágon nem történt sok változás, viszont szőlőművelés aránya megkétszereződött.
Az első világháborúban 450 fő részt vett, ebből 63 fő hősi halált halt. Róluk egy szobor emlékezik meg, nevükkel ellátva, amely a templomnál található.
1920 a következő egyesületek, szövetkezetek működtek:
- Önkéntes Tűzoltó Egyesület
- Levente Egyesület
- Polgári Lövészegyesület
- Gazdakör
- Hitelszövetkezet és Hangya Szövetkezet

Továbbá dolgozott:
- 3 asztalos
- 2 ács
- 1 bognár
- 1 borbély
- 6 cipész és csizmadia
- 2 férfi szabó
- 1 női szabó
- 8 tollkereskedő
- 1 malomtulajdonos és lisztkereskedő
- 8 vegyeskereskedő
- 1 fa- és tüzelőkereskedő
- 1 cement- és mészkereskedő
- 4 cséplőgép-tulajdonos

Ekkoriban a Hevesy testvérek rendelkeztek a legnagyobb birtokkal.
1940 elején működött egy mozi, valamint iskolások által tartott előadások is voltak. Az egészségügyi ellátás javult, s ekkor már fogorvosi rendelő is volt a faluban.
1946-ban felavatták a Művelődési Házat. Itt sikeresen működött a népszerű Hagyományőrző népi együttes, Ofella Sándor vezetésével. Az együttes hatalmas sikereket ért el, mind itthon, mind külföldön is. Napjainkban is működő együttes máig sikeres, vezetője Walter János.
1953-ban új iskolát adtak át, később, 1980 végén az udvarban sportcsarnokot épült. 1997-ben új épülettel egészült ki az alsó tagozatos iskola. 1959-ben újították fel a Művelődési Házat.
1950-ben megalakult az Egyetértés mezőgazdasági termelőszövetkezet. Új gazdasági mechanizmust vezettek be. A termelés három műszakban folyt, főleg női munkaerőt alkalmaztak. Majd jelentőssé vált a Gobelin Háziipari Szövetkezet is, mivel itt több mint 100 nőt foglalkoztattak. 1970-es években két alkalommal is orvosolni kellett az Egyetértés MgTSZ-t, majd egyesült a Kossuth Termelőszövetkezettel, amely Szentmártonkátán található. 20 évvel később kivált a tápiószecsői részleg. 1993-ban megszűnt a termelőszövetkezet.
A második világháború után a kereskedelmet az ÁFÉSZ irányította, akkori nevén helyi földművelés-szövetkezet. Tápióság és Tóalmás kereskedelmi részlegeit egyesítették az ÁFÉSZ-szel, így megalakult a Tápiószecső és Vidéke ÁFÉSZ. Majd ez egyesült a Nagykátai ÁFÉSZ-szel 1977-ben. 
A két világháború között halgazdaság alakult ki. Napjainkban magánvállalkozásként működik.
1980-ban megépült az alsó tagozatos osztályoknak helyet biztosító, forfaszerkezetű (faforgácslapból készült) iskola. 1983-ban megkezdte működését a Helyőrségi Művelődési Központ, vagyis honvédségi művelődési ház.1984–85-ben létrejött a községi vízmű, és a vezetékhálózat kiépült. Az 1980-as évek végén a falu sportpályája közelében új falurész épült. Közbeszédben "Pelenkatelep"-nek hívják. 1994-ben építették ki a földgázhálózatot, ehhez csatlakozott a lakosság jó része. A Monor Telefon Társaság 1995–96-ban építette ki a faluban a kábeltelevízió-, telefon- és internethálózatot.
1990–96 között a lakosság közel 37%-a talált a községben munkahelyet, a munkavállalók nagy része más településen talál munkahelyet, valamint a fővárosban. 2001-re ez csökkent a helyi honvédségi alakulattal együtt.

## Közélete

### Polgármesterei
- 1990–1994: Lénárd László (független)[3]
- 1994–1998: Lénárd László (független)[4]
- 1998–1999: Lénárd László (független)[5]
- 1999–2002: Lénárd László (független)[6][7]
- 2002–2006: Lénárd László (független)[8]
- 2006–2010: Incze Sándor (független)[9]
- 2010–2014: Bata József (Fidesz-KDNP)[10]
- 2014–2019: Bata József (Fidesz-KDNP)[11]
- 2019–2024: Gál Csaba (független)[12]
- 2024– : Bata József (Fidesz-KDNP)[1]

A település a rendszerváltás után négy cikluson át Lénárd László irányítása alatt állt, aki korábban, a rendszerváltás előtt már tanácselnökként is vezette a falut. A négy ciklus teljesítése ráadásul valójában öt választási győzelmet jelent, mert 1999. december 12-én – vélhetően a képviselő-testület néhány hónappal korábbi önfeloszlatása miatt – időközi polgármester- és képviselő-testületi választásra is sor került, amin hivatalban lévő polgármesterként nyerni tudott.

### Önkormányzata
- A képviselő-testület névsora a 2006-2010 közötti ciklusban: Anka László, Bata József (alpolgármester), Czirják Attila, Dósa Anna, Dósa Zoltán, Halász Tibor, Ill László, Kovács Ferenc, Nagy Jusztina, Tábori Tivadar, dr. Varróné dr. Dávid Éva, dr. Varró István, Walter János
- A képviselő-testület névsora a 2010-2014 közötti ciklusban: Anka László (alpolgármester), Dombi Nándor, Erdei Annamária, Farkas Tibor, Gál Csaba, Ipacs Balázs, Mészáros Ferenc, Tar Andrea Judit önkormányzati képviselő

## Népesség
A település népességének változása:
| Lakosok száma | 6162 | 6175 | 6083 | 6169 | 6159 | 6171 | 6132 |
|               | 2013 | 2014 | 2018 | 2021 | 2022 | 2023 | 2024 |

A 2011-es népszámlálás során a lakosok 84,4%-a magyarnak, 2,2% cigánynak, 0,4% németnek, 0,3% románnak mondta magát (15,5% nem nyilatkozott; a kettős identitások miatt a végösszeg nagyobb lehet 100%-nál). A vallási megoszlás a következő volt: római katolikus 53,4%, református 4,2%, evangélikus 0,5%, görögkatolikus 0,4%, felekezeten kívüli 13,6% (26,8% nem nyilatkozott).
2022-ben a lakosság 86,5%-a vallotta magát magyarnak, 1,1% cigánynak, 0,4% románnak, 0,3% németnek, 0,1-0,1% bolgárnak, szlováknak és ukránnak, 2,7% egyéb, nem hazai nemzetiségűnek (13,3% nem nyilatkozott; a kettős identitások miatt a végösszeg nagyobb lehet 100%-nál). Vallásuk szerint 35,2% volt római katolikus, 4,6% református, 0,6% evangélikus, 0,6% görög katolikus, 0,1% ortodox, 1% egyéb keresztény, 0,6% egyéb katolikus, 12,4% felekezeten kívüli (44,7% nem válaszolt).

## Nevezetességei
A nagyközség legrégebb óta fennálló épülete a Szent Miklós püspök tiszteletére felszentelt Római Katolikus Templom és a hozzá kapcsolódó parókia, 1790-ből. Látnivaló a Magdolna-telepen található Hevesy-kastély.
A falu természetvédelmi értékei az Alsó- és Felső Tápió, a vasútállomás szomszédságában lévő horgásztó, az ipari hasznosítású halastórendszer, valamint a közelmúltban kialakított horgásztó és szabadidő komplexum. A gyermekek oktatása, nevelése két óvodai körzetben, 2-2 tagóvodával, oktatása általános- és alapfokú művészeti iskola keretében biztosítja a település. Az idősek számára rendelkezésre áll az Idősek Klubja, továbbá igénybe vehető házi segítségnyújtás is.
A közművelődést három intézmény szolgálja, a Damjanich Művelődési Ház, a Helyőrségi Művelődési Központ és a Nagyközségi Könyvtár. A Művelődési Ház által szervezett programokra, rendezvényekre Pest megye minden szegletéből érkeznek fellépő csoportok. A programok között kiemelkedő a három napos "Pünkösdi sokadalom" rendezvénysorozat.
A Művelődési Ház otthonául szolgál az országszerte ismert Ofella Sándor Hagyományőrző Népi Együttesnek és Menyecskekoszorúnak. A ház pincéjében helytörténeti kiállítás látható, amely Pincemúzeum néven található a községben. A településen egy Turul-szobor is áll.

## Intézmények
Általános iskola
Az iskola neve Gróf Széchenyi István Általános- és Alapfokú Művészeti Iskola. Az iskola három részből áll. Az alsó tagozatból, felső tagozatból és egy speciális tagozatból (SNI). A tagozatok a település más pontjain találhatók.
Továbbá különböző művészeti tagozat is működik, mint zeneoktatás, festészet, tűzzománc stb.
Damjanich Művelődési Ház
Idősek klubja
Központi konyha
 Nagyközségi könyvtár
A számtalan könyv mellett internet-hozzáféréshez is hozzájuthatnak a látogatók.
Óvoda
Pöttöm Óvoda
Tápiószecsőn 3 óvoda működik, a falu 3 pontján.

## Falurészek
Magdolnatelep
Sülysáp felől, a 31-es út mentén található.
"Pelenkatelep"
Tápióság felé vezető út mentén található.
Központ
Honvédségi telep

## Egészségügy
Az alapszintű lakossági szolgáltatások elérhetőek a településen. A betegellátás két felnőtt háziorvosi körzetben, egy gyermek háziorvosi körzetben történik, valamint fogászati ellátás is van, valamint egy védőnői szolgálat.

## Sportélete
- A község futball csapata, a Tápiószecső FC, 2002-ben eljutott egészen a Magyar Kupa nyolcaddöntőjébe. Akkoriban NB III-as csapatként. 16 évesen került el a csapattól Juhász Roland, aki mára válogatott szintű játékos lett.
- 2003 óta évente megrendezik  a "Szecsői futónap"-ot, amely híressé vált, mivel a környező falvakból is sokan érkeznek résztvevők, ami később annyira népszerű lett, hogy az ország több pontjából is érkeznek látogatók.

## Adatok
- A településen szinte teljes a villany, a gáz, a telefon, a vezetékes és vezeték nélküli internet, a kábeltelevízió és a vízhálózat kiépítettsége, az utak csak részben pormentesek. Tart a kiépítése - és jelenleg a tervezése - a szennyvíz- és a csapadékvíz-elvezető csatornarendszernek.
- 2007 végéig a hulladékkezelést a helyi hulladéklerakóban oldotta meg a falu önkormányzata, 2008-tól pedig a nagyközség a ceglédi központú térségi rendszerhez tartozik.
- Nagy számban működnek önszerveződő közösségi, civil szervezetek, továbbá művészeti csoportok.
- 1995-ben 1362 hektár az erdők összterülete. Ez 2007-ig alig módosult.

## Képek

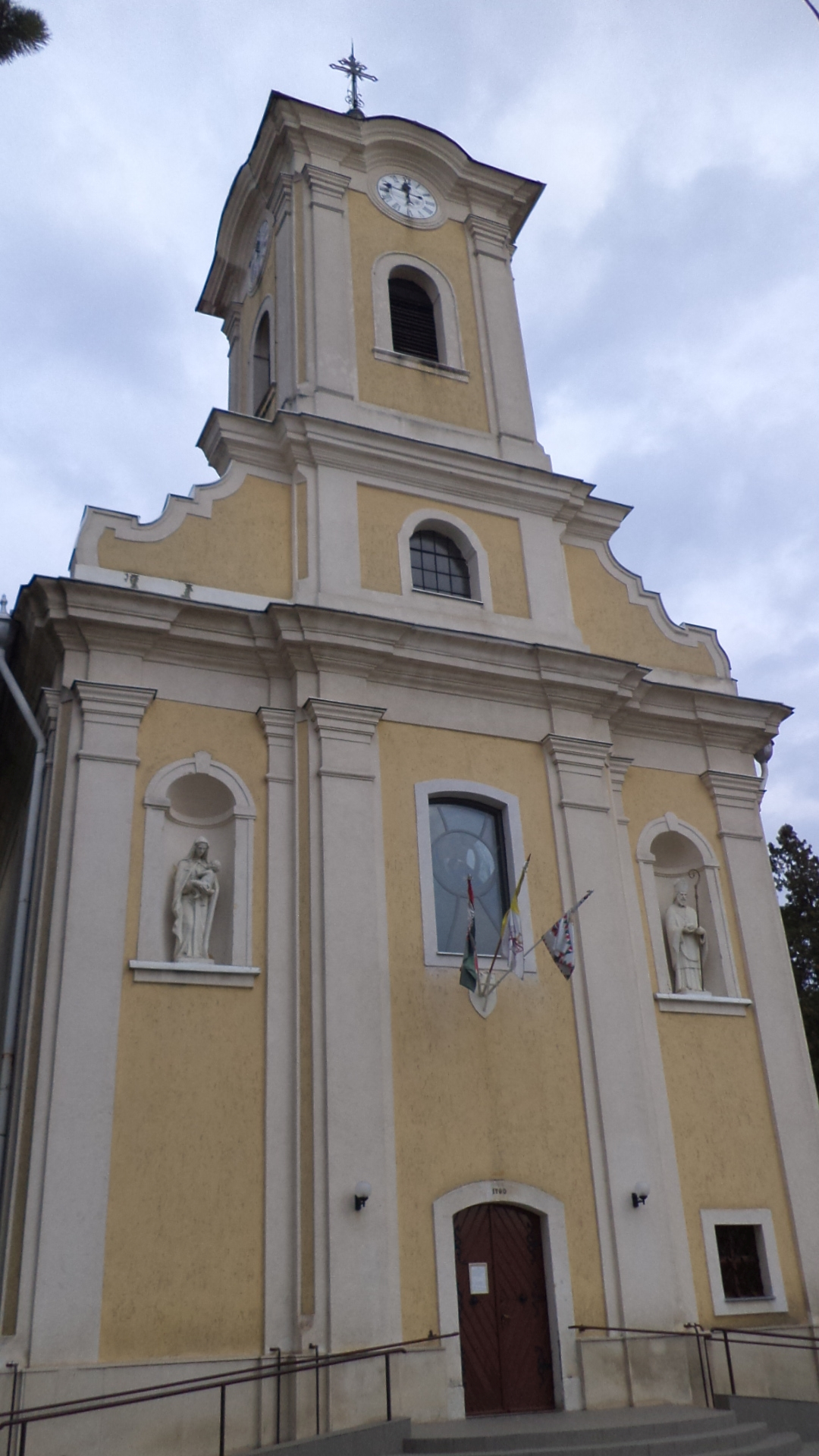
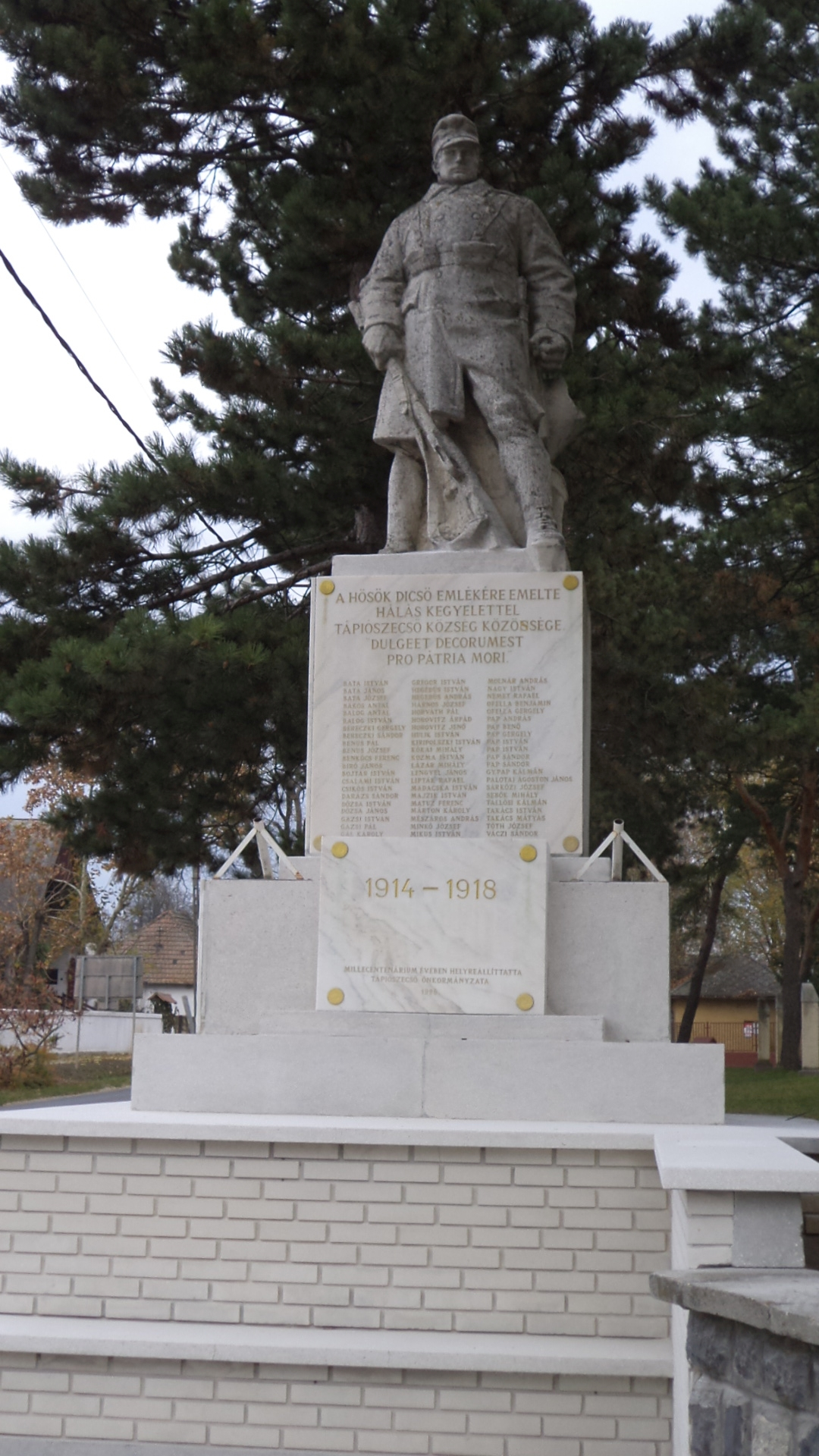